# MySims Racing
MySims Racing – gra komputerowa będąca czwartą częścią cyklu MySims, będącego spin-offem serii The Sims. Gra została wyprodukowana przez Artificial Mind & Movement w Stanach Zjednoczonych i wydana przez Electronic Arts w czerwcu 2009 na platformę Nintendo DS oraz Wii. Gra w przeciwieństwie do innych tytułów MySims nie jest symulatorem życia, tylko grą wyścigowa gokartów.
Tytuł od początku produkcji był wzorowany na Mario Kart.
Krytycy ocenili grę, w wersji na obie platformy, przyznając jej w większości średnie opinie. Gra została doceniona głównie przez wiele możliwości dostosowywania pojazdy i „solidne wykonanie”, lecz skrytykowana została przez fakt, że nie jest niczym nowym i innowacyjnym.

## Rozgrywka
Rozgrywka polega na braniu udziału w wyścigach gokartów na różnego typu trasach np. zimowych, pustynnych czy lesistych torach. Cała grafika, tak jak w każdym tytule MySims jest bardzo uproszczona, komiksowa i kolorowa. Fizyka w grze także ma wiele uproszczeń, podobnych do tych w Mario Kart. Można brać udział w turniejach bądź pojedynczych zadaniach. W grę może grać naraz czterech graczy. Na torach porozrzucane są różne ulepszenia, które po najechaniu dają graczowi różne specjalne efekty jak np. przyspieszenie. Ważnym aspektem gry jest szeroka możliwość modyfikacji pojazdu. Można zmieniać dowolnie jego wygląd, silnik, koła, zawieszenie oraz parametry takie jak moc, przyspieszenie czy przyczepność. Łączna rozgrywka trwa około osiemnastu godzin.

## Produkcja
MySims Racing zostało oficjalnie zapowiedziane przez Electronic Arts na konferencji 7 stycznia 2009 razem z MySims Party. Datą premiery miał być czerwiec 2009. Dyrektor generalny serii MySims, Tim LeTourneau podczas konferencji zapowiadającej grę stwierdził, że gra od samego początku jest wzorowana na Mario Kart:

MySims Racing będzie grą bardzo podobną do Mario Kart z szalonymi torami i ulepszeniami. Gracze będą mogli dostosować swoje samochody do swoich upodobań i poprawiać ich wydajność.

Gra została stworzona przez Artificial Mind & Movement w Stanach Zjednoczonych na Nintendo DS oraz Wii. Wydana została przez Electronic Arts 8 czerwca 2009 w Ameryce Północnej, 18 czerwca 2009 w Australii oraz dzień później, 19 czerwca w Europie. W Japonii, na której rynek gier głównie kierowana jest cała seria MySims, gra miała swoją premierę 25 czerwca 2009 pod nazwą Boku to Sim no Machi Racing (ぼくとシムのまち レーシング).

## Odbiór
Według Metacritic gra po premierze otrzymała w większości średnie i mieszane oceny krytyków na obu platformach. Tytuł został doceniony za dobre wykonanie, lecz skrytykowany został za fakt, że nie wprowadza do świata gier nic nowego czy innowacyjnego. Krytycy uznali grę za bardzo typowy symulator wyścigów.
Pedro Hernandez z NintendoWorldReport wystawił grze ocenę 8/10, twierdząc, że: „Mario Kart nadal jest mistrzem wyścigów gokartów, ale MySims Racing nie jest daleko w tyle” oraz „Cechy takie jak uroczy humor, sympatyczne postacie, przyjemna grafika oraz opcje personalizacji samochodów nadają grze unikalny charakter”. Austin Light z portalu GameSpot przyznał tytułowi ocenę 7/10, stwierdzając: „MySims Racing nie przełamuje konwencji wyścigów gokartowych, ale ma kilka zabawnych i nowych pomysłów, które wyróżniają ją spośród innych gier”, z kolei Gameplayer Sweden przyznało grze jedną z najniższych ocen 4/10, uznając przy tym tytuł za gorsze Mario Kart: „MySims Racing przechodzi test teoretyczny, ale nie zdaje testu praktycznego. Naprawdę nie ma sensu grać w to, gdy są gry takie jak Mario Kart”.